# マラシェシュティ (フリゲート)
マラシェシュティ（ルーマニア語: Fregata Mărășești (F 111) ）とは、ルーマニア海軍のフリゲートである。

## 建造
ニコラエ・チャウシェスク政権下で海軍力増強の為、1978年3月1日にマンガリアのマンガリア造船所で起工された。ルーマニア人民海軍の艦種では軽巡洋艦とされ、1985年6月に竣工、ルーマニア海軍の旗艦に就役した。1986年8月2日に、チャウシェスクの手によって「ムンテニア」（Muntenia、ルーマニア南部一帯の地方）と命名された。
しかし兵装を搭載しすぎた結果、トップヘビーで平水域でさえ安定性に問題があったことから、1988年に造船所に戻り改良工事を行った。1989年12月のルーマニア革命直後の1990年5月2日には、革命の原因となった暴動が起きた都市の名を関して「ティミショアラ」（Timișoara）に改名され、駆逐艦に艦種変更された。同年8月27日には艦名を再び変更し、第一次世界大戦中にルーマニア王国がドイツ帝国を打ち破ったマラシェシュティの戦いの舞台となった町の名で、ルーマニア王国海軍が保有したマラシュティ級駆逐艦2番艦の名を継いだ「マラシェシュティ」（Mărășești）に再改名した。改造工事は1992年8月に終わり、「マラシェシュティ」はようやく戦力化された。

## 設計

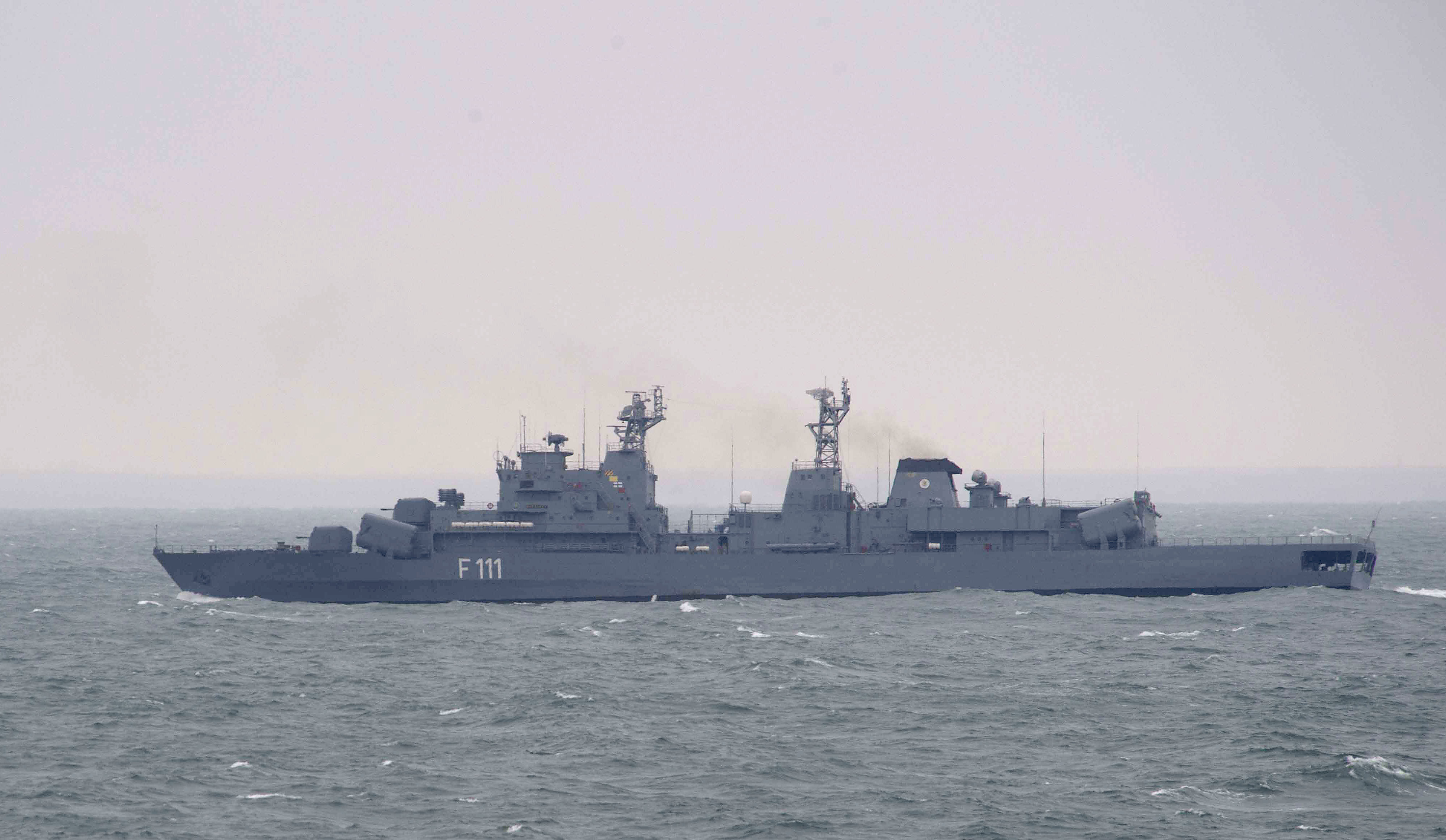
横から見た「マラシェシュティ」（2015年）

艦体の大半がルーマニア独自の設計であり、兵装もソビエト連邦から提供されたもの以外は、ルーマニアでライセンス生産された装備を搭載している。
艦体は平甲板型で、艦首に主砲や対艦ミサイル、対潜ロケット砲を集中配置し、艦尾に対艦ミサイルに加えてヘリコプターの離着艦が可能な飛行甲板と格納庫を有する。これらの装備から艦の上構は大きく、2本のマストも相まってトップヘビーの原因となった。そのため、艦橋の小型化や艦首対艦ミサイルの配置変更などの改造が行われた。

## 兵装

### 砲填兵器
主砲は、東側諸国の軍艦に広く搭載されているAK-726 76.2mm連装砲で、これを背負式に2基搭載する。改装前には、2番砲の横に対艦ミサイルが配置されていたため、2番砲は前方か上空にしか撃つことができなかった。対空兵装として、これも東側諸国で広く採用されているAK-630を4門搭載する。

### ミサイル
主砲と並ぶ兵装として、P-15M（SS-N-2C）艦対艦ミサイルの連装発射機を4基搭載する。P-15Mは、1970年に登場したP-15（SS-N-2）の改良型で、高度計を電波高度計にすることで巡航高度を25-50mに下げて被発見性を高め、射程を80kmに延伸している。「マラシェシュティ」が搭載するのは、輸出型のP-21またはP-22である。発射機は連装で、艦首の2番砲両脇と艦尾の格納庫両側に搭載する。なお艦首側の発射機は、竣工時には1段上の甲板に設置されていたが、主砲の射界を制限する上にトップヘビーの原因になったため、改造の際に上甲板に下げて配置されている。

### 対潜装備
対潜兵装として、東側諸国で広く用いられているRBU-6000対潜ロケット砲2基を艦橋前方に、3連装533mm魚雷発射管2基を煙突両側に配置する。

### 航空装備
格納庫には、フランス製のSA 316をライセンス生産したIAR-316を2機搭載できるほか、2007年に採用されたIAR-300 Navalヘリコプターを1機搭載できる。なお、これらのヘリコプターは対潜哨戒機としての装備は搭載しておらず、専ら捜索救難（SAR）や洋上での哨戒が主任務となる。

## 運用

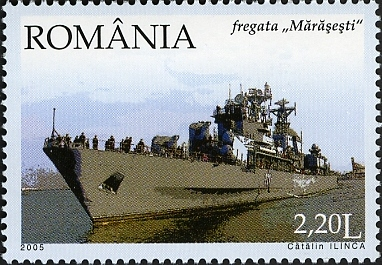
「マラシェシュティ」の写真をあしらったルーマニアの2.2レウ切手（2005年）

2001年にはフリゲートに艦種変更された。2004年にルーマニアが北大西洋条約機構（NATO）に加盟したことに伴い、通信機器をNATO規格の機器に換装した。2004年には、旗艦としての地位を「F221 レジェーレ・フェルディナンド」（旧英海軍22型フリゲート「コヴェントリー」）に譲ったが、その後もルーマニア海軍最大の軍艦であることには変わらず、ルーマニア海軍の主力艦としてNATOの演習にも頻繁に参加している。